# Alberto Paloschi
Alberto Paloschi (Chiari, 4 de enero de 1990) es un futbolista italiano que juega como delantero en el A. C. ChievoVerona de la Serie D.

## Trayectoria

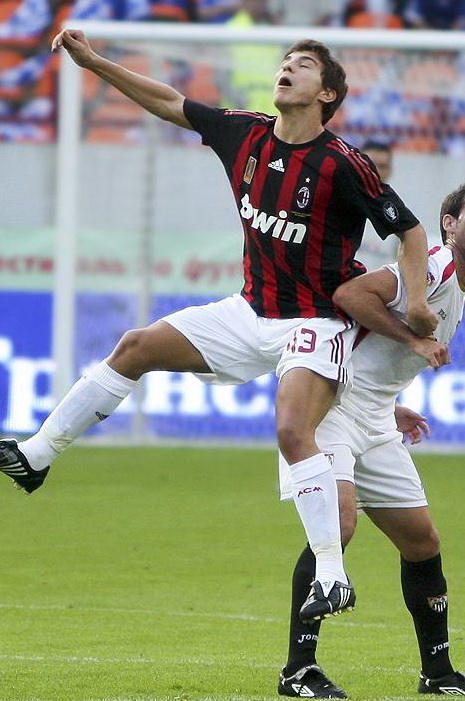
Alberto Paloschi en un partido de fútbol con el A. C. Milan.

Paloschi hizo su debut profesional el 20 de diciembre de 2007, marcando en la primera manga de la Copa Italia en la ronda de 16 contra el Calcio Catania, marcando su segundo gol en el partido de vuelta de la misma serie el 16 de enero de 2008. 
Hizo su debut en la Serie A el 10 de febrero de 2008 jugando contra el A.C. Siena como substituto de Serginho, llegando a marcar el único gol del encuentro con su primer toque de balón 20.10segundos luego de ingresar al campo de juego. Inició el siguiente partido de Serie A el 13 de febrero contra el Livorno.
Luego volvió a entrar desde el banquillo contra la Lazio, Empoli, Roma sin marcar. Un juego después marca a los 71 minutos entrando a los 10 minutos por Kaka.
En la temporada 2008-09 fue jugador del Parma F.C., aunque en copropiedad con el AC Milan.
En su primera temporada con el Parma en Serie B, Alberto Paloschi metió 12 goles en las 39 presencias con el equipo, lo que le valió para ganar el Premio Silvio Piola, trofeo concedido al mejor delantero sub-21 tanto de la Serie A como de la Serie B y para ascender con el equipo a la primera división italiana.
El verano de 2009 el Parma F.C. y el AC Milan renovaron otro año la copropiedad del talentoso delantero con el n.º 43, con el objetivo de que el joven dispute minutos en la primera categoría. Hasta el momento el llamado heredero de Filippo Inzaghi (por su estilo de juego y sus movimientos que hacen recordar al audaz y pícaro goleador italiano) ha disputado 11 partidos en Serie A con el Parma marcando 4 goles, entre ellos una gran vaselina ante el Bari el 28 de octubre de 2009.
El 3 de enero de 2011 fue cedido al Genoa CFC, participando en un intercambio por Raffaele Palladino. Finalmente en el verano de 2011, al finalizar la liga, el A.C. Milan rescata el 100% de los derechos del jugador y pasa a ser rossoneri de pleno derecho, en el primer equipo.
 Luego, el 8 de agosto de 2011, Paloschi fue transferido en préstamo al Chievo Verona para la temporada 2011-12.
Para la temporada 2015-16, el atacante decide probar fortuna en la liga inglesa de la mano del Swansea City AFC, sin embargo a principios del verano de 2016, decidió volver a su país natal para jugar en las filas del Atalanta Bergamasca Calcio.

## Clubes
| Club                        | País   | Año       |
| --------------------------- | ------ | --------- |
| A. C. Milan                 | Italia | 2008      |
| Parma F. C.                 | Italia | 2008-2010 |
| Genoa C. F. C.              | Italia | 2011      |
| A. C. Milan                 | Italia | 2011-2013 |
| A. C. ChievoVerona (cedido) | Italia | 2011-2013 |
| A. C. ChievoVerona          | Italia | 2013-2016 |
| Swansea City A. F. C.       | Gales  | 2016      |
| Atalanta B. C.              | Italia | 2016-2018 |
| S. P. A. L. 2013 (cedido)   | Italia | 2017-2018 |
| S. P. A. L.                 | Italia | 2018-2021 |
| Cagliari Calcio (cedido)    | Italia | 2020      |
| A. C. N. Siena 1904         | Italia | 2021-2023 |
| Calcio Desenzano            | Italia | 2023-2025 |
| A. S. D. Pro Palazzolo      | Italia | 2025      |
| A. C. ChievoVerona          | Italia | 2025-     |

## Enlacex externos
- La Gazzetta

- Datos: Q114413
- Multimedia: Alberto Paloschi / Q114413